# Henry Silva
Henry Silva, född 23 september 1926 i Brooklyn, New York City, död 14 september 2022 i Woodland Hills, Los Angeles, var en amerikansk skådespelare.
Silva slog igenom i början av 1960-talet när han medverkade i ett par filmer tillsammans med Frank Sinatra och hans Rat Pack. Han är dock mest känd för de skurkroller han gjorde i europeiska spaghettivästern- och poliziottescofilmer under sextio- och sjuttiotalet.

## Roller i urval
- 1952 – Viva Zapata! (ej krediterad)
- 1956, 1963 – Alfred Hitchcock presenterar (TV-serie)
- 1958 – Bravados
- 1958 – De tysta husens dal
- 1960 – Storslam i Las Vegas
- 1962 – Hjärntvättad
- 1972 – Maffian ger order
- 1973 – Il boss
- 1979 – Rymdhjälten Buck Rogers (TV-film)
- 1981 – Ingen knäcker Sharky
- 1983 – Cannonball Run II
- 1983 – Le Marginal
- 1988 – Nico: Above the Law
- 1990 – Dick Tracy
- 1992–1995 – Batman: The Animated Series (TV-serie) (röst)
- 1997–2000 – The New Batman/Superman Adventures (TV-serie) (röst)
- 1999 – Ghost Dog – Samurajens väg
- 2001 – Ocean's Eleven (cameoroll)